# Stelis lamellata
Stelis lamellata är en orkidéart som beskrevs av John Lindley. Stelis lamellata ingår i släktet Stelis och familjen orkidéer. Inga underarter finns listade i Catalogue of Life.